# 古坑交流道 (台78線)
古坑交流道位於臺灣雲林縣斗六市與古坑鄉交界處，是連結台3線的交流道，指標為台78線39k，於2004年1月12日通車，往西可與國道一號連接，往東可與國道三號連接。
|            | 39 古坑 |  | 斗六 古坑 |
| 劍湖山世界 | 39 古坑 |  |           |

## 外部連結
- 台78線古坑交流道示意圖 （页面存档备份，存于）（交通部公路總局）